# Исрафилов, Рифкат Вакилович
Рифка́т (Рафкат) Ваки́лович Исрафи́лов (тат. Исрафилов Рифкать Вәкил улы; род. 6 августа 1941, Ново-Муслюмово Мечетлинского района БАССР) — советский и российский актёр, театральный режиссёр, театральный педагог. Народный артист РСФСР (1989). Заслуженный деятель искусств РСФСР (1982), Башкирской АССР (1977), Татарстан (1993), Северной Осетии — Алании (2002). Лауреат Государственной премии Российской Федерации (1996) и премии БАССР имени Салавата Юлаева.  Действительный член (академик) Санкт-Петербургской Петровской академии науки и искусства. Секретарь Российского Союза театральных деятелей и председатель Российского совета национальных театров. Профессор Оренбургского государственного института искусств.

## Биография
Рифкат Исрафилов родился 6 августа 1941 года в татарской деревне Ново-Муслюмово Мечетлинского района БАССР (ныне Башкортостана).
В 1965 году окончил режиссёрское отделение Уфимского училища искусств, в 1973 году ГИТИС (курс А. А. Попова).
Ещё будучи студентом ГИТИС Рифкат Исрафилов поставил в Башкирском театре драмы им. Мажита Гафури пьесу М. Файзи «Галиябану», позднее там же был поставлен дипломный спектакль: «Неотосланные письма» А.Кутуя. В 1981 году Рифкат Исрафилов стал главным режиссёром и художественным руководителем Башкирского академического театра драмы имени Мажита Гафури.
С 1997 года Рифкат Исрафилов возглавляет Оренбургский драматический театр.

### Роли в театре
- «Слуга двух господ» Карло Гольдони — Труффальдино
- «Страна Айгуль» («Айгөл иле») М. Карима — Ричард Галин
- «Сын солдата»  («Һалдат улы») А. Мирзагитова — Гарун
- «Ходжа Насретдин» Н. Исанбета — Хаммат

### Постановки в театре
- «Галиябану» М. Файзи
- «Неотосланные письма» А.Кутуя
- «Не бросай огонь, Прометей!» Мустая Карима
- «Долгое-долгое детство» Мустая Карима
- «Голубая шаль» К.Тинчурина
- «Галия» Т.Тагирова
- «Трудное счастье» А.Атанбаева
- «Последний патриарх» Азата Абдуллина
- «Тринадцатый председатель» Азата Абдуллина
- «Бибинур, ах, Бибинур!» Ф. М. Булякова
- 2001 — «Маскарад» М.Ю. Лермонтова
- 2004 — «Раба своего возлюбленного» Лопе де Вега (Московский драматический театр им. М. Н. Ермоловой)[5]

## Признание и награды
- Орден «За заслуги перед Отечеством» IV степени (23 марта 2012 года) — за большие заслуги в развитии отечественной культуры и искусства, многолетнюю плодотворную деятельность[6].
- Орден Александра Невского (11 ноября 2019 года) — за заслуги в развитии отечественной культуры и искусства, многолетнюю плодотворную деятельность[7].
- Орден Почёта (13 марта 2002 года) — за многолетнюю плодотворную деятельность в области культуры и искусства, большой вклад в укрепление дружбы и сотрудничества между народами[8].
- Орден Дружбы народов (1986).
- Орден «За заслуги перед Республикой Башкортостан» (2024)[9].
- Народный артист РСФСР (24 февраля 1989 года) — за заслуги в развитии советского театрального искусства[10].
- Заслуженный деятель искусств РСФСР (29 июля 1982 года) — за заслуги в области советского театрального искусства[11].
- Заслуженный деятель искусств Республики Татарстан (1993).
- Заслуженный деятель искусств Башкирской АССР (1977).
- Заслуженный деятель искусств Республики Северная Осетия-Алания (2002).
- Государственная премия Российской Федерации в области литературы и искусства 1995 года (27 мая 1996 года) — за спектакль Башкирского государственного академического театра драмы имени М. Гафури «Бибинур, ах, Бибинур» по пьесе Ф. М. Булякова [12].
- Специальная премия «Золотая маска» «За выдающийся вклад в развитие театрального искусства» (2021)[13].
- В 1976 году Гюлли Мубарякова, Асхат Мирзагитов, Рафкат Исраилов и Зайтуна Бикбулатова удостоились Республиканской премии имени Салавата Юлаева  «за спектакль «Матери ждут сыновей» в Башкирском ордена Трудового Красного Знамени академическом театре им. М.Гафури».
- Почётная грамота Президиума Верховного Совета Башкирской АССР (1991).